# 德國電影獎
德國電影獎（德語：Deutscher Filmpreis）是德國電影界的最高榮譽，創立於1951年，昵稱「蘿拉獎」。德國電影獎的獎金為300萬歐元，也是德國文化獎項中獎金最高的獎項。德國電影獎通常在柏林舉行。

## 獎座
從1999年開始，德國電影獎獎座是一尊名为蘿拉（Lola）的女性雕像。這個獎座是參考著名電影導演寧那·華纳·法斯賓德1981年的電影《蘿拉》與演出電影《藍天使》（由約瑟夫·馮·史登堡執導）的玛莲娜·迪特里茜。

## 獎項
- 最佳剧情长片奖（英语：German Film Award for Best Fiction Film）
- 最佳导演奖（英语：German Film Award for Best Director）
- 最佳男主角奖
- 最佳女主角奖
- 最佳男配角奖
- 最佳女配角奖
- 最佳编剧奖
- 最佳音效奖
- 最佳纪录片奖（英语：German Film Award for Best Documentary Film）
- 最佳摄影奖
- 最佳配乐奖

## 外部連結
- Deutscher Filmpreis （页面存档备份，存于） at  the Internet Movie Database
- （德文） Homepage （页面存档备份，存于）
- （德文） Promotion of German Film and Cinema by the German Federal Government （页面存档备份，存于）
- （德文） film-zeit.de | Nominations and Winners of 2005